# Clematodes vanduzeei
Clematodes vanduzeei is een rechtvleugelig insect uit de familie veldsprinkhanen (Acrididae). De wetenschappelijke naam van deze soort is voor het eerst geldig gepubliceerd in 1923 door Hebard.